# چهاردانگه (اسلام‌شهر)
چهاردانگه شهری درشهرستان اسلامشهر،   استان تهران است. جمعیت آن طبق سرشماری سال ۱۳۹۵ برابر با ۵۶٬۰۰۰ نفر بود.

## مناطق
- محله شهید بهشتی چهاردانگه
- محله مسجد جامع چهاردانگه
- شهرک گلشهر
- شهرک ماهشهر
- شهرک شهید مطهری
- شهرک حسن‌آباد
- شهرک شهید باهنر
- شهرک امام حسین
- لقمانی
- محله قدس
- حسین‌آباد مفرح

فارسیان
درویش